# Goniothalamus bracteosus
Goniothalamus bracteosus là loài thực vật có hoa thuộc họ Na. Loài này được Bân mô tả khoa học đầu tiên năm 1974.